# Maizières-sur-Amance
Maizières-sur-Amance è un comune francese di 106 abitanti situato nel dipartimento dell'Alta Marna nella regione del Grand Est.

## Società

### Evoluzione demografica
Abitanti censiti